# 馬克·艾倫
馬克·艾倫（英語：Mark Allen，1986年2月22日—），是北愛爾蘭職業司諾克選手。他在2004年贏得了世界業餘錦標賽冠軍。第二年，他進入了主巡迴賽，只用了三個賽季就進入了精英前16名。作為一名多產的破紀錄者，艾倫已經在職業比賽中打了400多次破百。現時世界排名第一。
艾倫在2011年英國錦標賽進入了他的第一個排名賽事決賽。 他迄今為止已經贏得了五項排名賽：2012年世界公開賽、2013年世界公開賽、2016年球員巡迴錦標賽決賽、2018年國際錦標賽和2018年蘇格蘭公開賽。2018年，艾倫在大師賽上贏得了他的第一個三冠王冠軍。
艾倫的最高分是147，這是他在2016年英國錦標賽中取得的成績。

## 職業生涯

### 2017－2019年
艾倫在2017年國際公開賽中打入決賽，但以7-10輸給了馬克·塞爾比。次年，艾倫再度闖入決賽。在決賽中，他遇到了尼爾·羅伯森，以10-5擊敗了他，並且取得了賽會最高單杆分（146）。但是在取得勝利之後，結果卻有些不盡人意。儘管如此，馬克還是在12月初的英國錦標賽半決賽中擊敗了史都華·賓漢，從而闖入了決賽。他的對手是衛冕冠軍羅尼·奧沙利文，最後以6-10獲得亞軍。而在12月中的蘇格蘭公開賽，艾倫在決賽中擊敗好朋友肖恩·墨菲，贏得個人第5座排名賽冠軍。
在2019年世界斯諾克錦標賽上，艾倫在第一輪出局，以7-10敗給周躍龍。

### 2019至今
艾倫在2019–2020司諾克賽季打進6場半決賽，不過都未能晉級。在國際錦標賽中，艾倫對陣肖恩·墨菲，以6-9輸了，這使他衛冕失敗。上海大師賽他再次輸給了肖恩·墨菲。在英格蘭公開賽上，對陣馬克·塞爾比，以5-6險敗。11月，艾倫輸給了賈德·川普，在冠中冠賽中止步4強。12月，他連續在英國錦標賽與蘇格蘭公開賽闖入4強，他遭受分別輸給了斯蒂芬·馬奎爾與傑克·利索斯基。其中，艾倫在蘇格蘭公開賽上無法衛冕成功。在世錦賽上，艾倫對陣傑米·克拉克，儘管他在場上敲出5杆破百。但是，他仍然輸球，比分8-10。
2020年，艾倫擊敗尼爾·羅伯森獲得冠中賽冠軍；2021年，他首獲北愛爾蘭公開賽的冠軍；2022年，他第三次闖入英國錦標賽決賽，原以1-6落後，之後以10-7逆轉獲得冠軍。